# 愛知県立幸田高等学校
愛知県立幸田高等学校（あいちけんりつ こうたこうとうがっこう）は、愛知県額田郡幸田町大字高力字神山にある公立高等学校。三河2群Bグループに属する。

## 概要
幸田町北西部に位置する、町内唯一の高等学校。1951年（昭和26年）、幡豆郡豊坂村に開校した愛知県立蒲郡高等学校豊坂分校（町村合併に伴い幸田分校へ改称）を前身とし、1972年（昭和47年）に普通科と家政科を併設した高等学校として開校した。
校章には、かつて幸田町にあった三河地方随一の大きさを誇った菱池の特産品であるヒシの実がデザインされている。

## 沿革
戦後、幡豆郡豊坂村の村長を中心とする有識者により高等学校の分校設置が提唱された。当時、分校は一郡一校の原則があり、幡豆郡には愛知県立西尾高等学校吉田分校（現在の愛知県立吉良高等学校）があったため、開校は不可能と考えられたが、愛知県への陳情が功を奏し、開校が許可された。1951年（昭和26年）4月、昼間定時制農業科・家政科を設置した愛知県立蒲郡高等学校豊坂分校が開校した。豊坂中学校の教室を間借りし、1学級10人のスタートだったが、同年に校舎が完成し、翌年から生徒数を徐々に増やしていった。1954年（昭和29年）には、豊坂村と幸田町が合併したことから、愛知県立蒲郡高等学校幸田分校に改称した。
一方、高校進学志願者の増加を背景に、1968年（昭和43年）に幸田町・岡崎市・蒲郡市・西尾市の自治体が高等学校の新設を愛知県へ陳情した。1970年（昭和45年）、幸田町への高等学校新設が決定した。1971年（昭和46年）、校地が決定し、幸田分校で全日制家政科の募集を開始した。一方で、幸田分校は同年に定時制の募集を停止した。当初は、全日制家政科の女子校として開校する予定だったが、地元の意向により普通科も設置されることとなった。同年8月14日、起工式が執り行われ、3月23日に一期工事が完工した。
1972年（昭和47年）4月5日、入学式を行い、新入学の1年生の普通科90人・家政科90人と蒲郡高幸田分校から転籍した家政科2年生の90人を合わせた270人が入学した。1学年普通科2学級・家政科2学級でのスタートだった。1973年（昭和48年）、二期工事が完工し、同年4月から普通科3学級となった。さらに翌年には普通科6学級となり、三期工事が完工した。1983年（昭和58年）には、普通科8学級とした。1991年（平成3年）、普通科が1学級減るが、翌年から再び8学級となる。1995年（平成7年）、普通科が9学級となり、家政科が生活情報科に改編して1学級となった。1996年（平成8年）、1998年（平成10年）と、それぞれ普通科1学級ずつ減り、普通科8学級となった。2004年（平成16年）には、生活情報科が募集を停止して普通科内に情報活用コース1学級を新設し、1学年7学級となる。2007年（平成19年）には、1学年7学級となった。

### 年表
- 1951年（昭和26年） - 幡豆郡豊坂村に愛知県立蒲郡高等学校豊坂分校を創設。
- 1954年（昭和29年） - 豊坂村の幸田町への合併により愛知県立蒲郡高等学校幸田分校に改称。
- 1971年（昭和46年） - 幸田分校にて全日制家政科の生徒募集開始。定時制の募集停止。
- 1972年（昭和47年） - 愛知県立幸田高等学校が開校し、蒲郡高校幸田分校から全日制家政科2年生が転籍。
- 1974年（昭和49年） - 蒲郡高校幸田分校（定時制）が閉校。
- 1995年（平成7年） - 家政科を生活情報科に改編。
- 2004年（平成16年） - 生活情報科を募集停止（2006年（平成18年）に閉科）。
- 2022年（令和4年）4月 - 単位制に移行[6]。企業連携コースを新設（予定）[6]。

## 部活動

### 運動部
- バレーボール
- バスケットボール
- テニス
- 卓球
- サッカー
- 陸上競技
- 剣道
- 水泳
- 弓道
- ソフトボール
- 野球
- ワンダーフォーゲル

### 文化部
- 華道
- 茶道
- 写真
- 家庭
- 書道
- 文芸[7]
- 英語
- 美術
- 吹奏楽
- 合唱
- 将棋
- 放送

## 主な卒業生
- 三遊亭愛楽 - 落語家
- 成瀬敦 - 第9代幸田町長[8]

## 交通
- 東海旅客鉄道 東海道本線 相見駅が最寄り駅。